# Roodstaartattila
De roodstaartattila (Attila phoenicurus) is een zangvogel uit de familie Tyrannidae (tirannen).

## Verspreiding en leefgebied
De roodstaartattila broedt in zuidoostelijk Brazilië, oostelijk Paraguay en noordoostelijk Argentinië. Buiten de broedtijd trekt deze vogel naar het noorden tot het zuiden van Venezuela.

## Status
De grootte van de populatie is niet gekwantificeerd maar de soort wordt omschreven als schaars met een versnipperde verspreiding. Op de Rode lijst van de IUCN heeft deze soort de status niet bedreigd.